# اوفا آرنا
اوفا آرنا (انگلیسی: Ufa Arena) یک سالن ۸۲۵۰ نفری در اوفا، روسیه است که در سال ۲۰۰۷ افتتاح شد.